# Otávio Lage de Siqueira
Otávio Lage de Siqueira (Buriti Alegre, 28 de dezembro de 1924 — Goiânia, 14 de julho de 2006) foi um político brasileiro. Filho de Jalles Machado de Siqueira e de Beatriz Lage de Siqueira, formou-se em Engenharia Civil pela Escola Politécnica de São Paulo em 1948.

## História

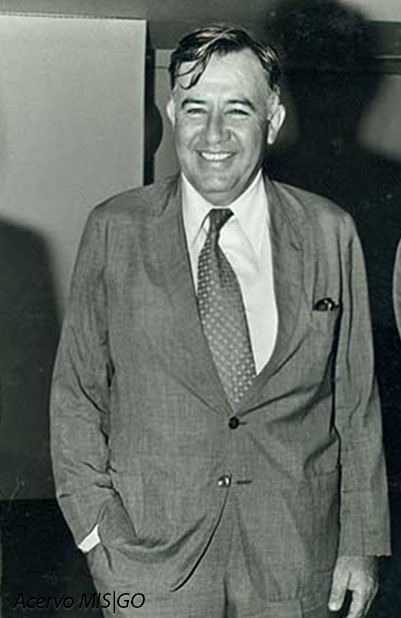
Siqueira enquanto governador.

Ingressou na política em Goianésia, da qual foi prefeito de 1962 a 1965, exercendo mais tarde, no estado de Goiás, o cargo de governador de 31 de janeiro de 1966 a 15 de março de 1971. Governou depois da deposição de Mauro Borges e, mesmo eleito pelo voto direto, apoiou a ditadura militar em Goiás.
Último governador eleito pelo voto popular, Otávio Lage pautou seu programa de governo atendendo o setor pecuário.
Seu governo deu continuidade ao projeto elaborado por Mauro Borges, ampliando-o e dando ênfase à melhoria do setor da infra-estrutura viária, para facilitar o escoamento da produção, diversificando a produção agrícola e promovendo a integração do norte e nordeste do Estado.
Foi também um dos maiores empresários de Goiás, destacando-se na agropecuária. Quando veio a Goianésia plantou soja, café, cana de açúcar, seringueira e tomate. Foi dono da Planagri, usina de ração, da Goialli, fábrica de atomatados, Jalles Machado S/A, usina de etanol e de açúcar, e Goiás Carne, frigorífico. Antes de falecer estava projetando um nova usina de etanol e energia na região de Goianésia, usina Codora, uma filial da Jalles Machado.
Foi um dos pioneiros na geração de energia elétrica pelo bagaço de cana
, utilizando o subproduto de sua empresa de álcool e açúcar para esta finalidade, demonstrando visão ambiental e social.